# Computerreservierungssystem

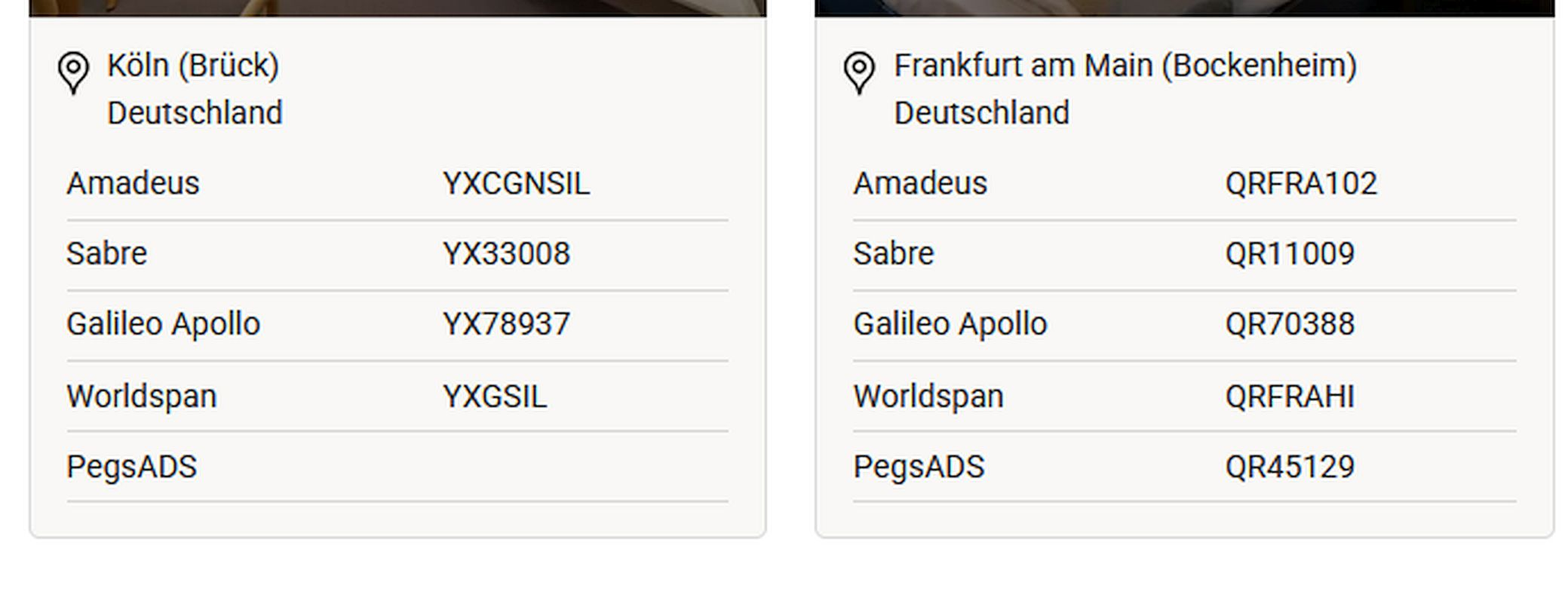
GDS-Codes für Hotelbuchungen

Ein Computerreservierungssystem (CRS) dient zur Verwaltung und Buchung von Reiseleistungen. Es ist ein meist vernetztes Informationssystem über Preise, Verfügbarkeiten, enthaltene Leistungen und Buchungsmöglichkeiten von Reisen wie Flügen, Hotels, Mietwagen, Fähren, Kreuzfahrten, Bahnen, Bussen und Pauschalreisen.
Technisch und inhaltlich ist dabei zwischen den Global Distribution Systems (GDS), Computer Reservierungs Systemen (CRS) und Vendor Direct Access Zugängen (VDA) zu unterscheiden.
Nicht immer ganz trennscharf ist die Unterscheidung zwischen den sogenannten CR (CRS) und GD (GDS)-Systemen.
Während sich die CRS hauptsächlich mit der eigentlichen Bearbeitung der Reservierungen beschäftigt (z. B. direkt im Hotel), sind die Global Distribution Systeme (GDS) globale Datenbanken, die die Reservierungsdaten ausschließlich verwalten. Ohne ein passendes CRS kann jedoch kein Inhalt an das GDS geliefert werden. Bei den oben genannten großen Systemen sind die Übergänge jedoch oft fließend, da sowohl GDS als auch CRS aus einer Hand angeboten werden. Grundsätzlich handelt es sich jedoch um verschiedene Systeme im Buchungsprozess.

## Globales Distributions System (GDS)
Ein Global Distribution System (GDS) ist ein weltweit verfügbares System für die Buchung von Reiseleistungen. Reisebüros oder andere Systeme können hier Informationen und Vakanzen abfragen sowie Kundendaten und Leistungen erfassen und verarbeiten. Typischerweise handelt es sich um Systeme, die eine (informations-)logistische Funktion wahrnehmen. Sie halten aktuelle Informationen über alle verfügbaren Leistungsanbieter bereit und verfügen über die notwendige Infrastruktur zur Datenübermittlung.

Die Nutzung des GDS steht jedem Anbieter von Reiseleistungen gegen Entgelt zur Verfügung. Als Ergebnis sind im GDS alle Arten von Reiseleistungen von allen führenden Anbietern enthalten und stehen zur Buchung bereit. Der Anbieter stellt seine verfügbaren Leistungen und Preise aus eigenen CRS kommend in das GDS und macht diese zur Buchung verfügbar. Einige GDS bieten dem Anbieter auch die Möglichkeit, Vakanzen direkt im System zu verwalten. Ein Reisebüro mit einem GDS-Zugang kann diese Leistungen gegen Entgelt an den Anbieter einbuchen. Vermittler-Webseiten und Reiseportale können ebenfalls Inhalte des GDS in einem für Endanwender bedienbaren Format anzeigen und buchbar machen. Gebuchte Leistungen werden an den Anbieter übermittelt, der die gebuchte Leistung aus dem Verkauf nimmt und die Reservierung bestätigt. Der GDS-Anbieter selbst bietet keine Reiseleistungen an. Die wichtigsten GDS-Anbieter sind Amadeus, Galileo/Travelport und Sabre.

GDS

### Systemteilnehmer
Die wichtigsten Leistungsanbieter der globalen Systeme sind die Linienfluggesellschaften, welche diese Systeme auch ursprünglich entwickelt hatten. Zur Vervollständigung des Angebotes wurden die großen Hotel- und Mietwagenketten in die Systeme aufgenommen. Es gibt zudem noch Reiseveranstalter, Kreuzfahrt- und Bahngesellschaften. Die Distributionssysteme sind nicht mehr im Besitz der Systemteilnehmer.

### Systembetreiber
Die globalen Distributionssysteme haben die Aufgabe der Produkt- und Tarifdarstellung sowie der Reservierung der Reisedienstleistungen aller Systemteilnehmer. Hierzu verfügen die Systeme über Kommunikationszentralen zur weltweiten Verbindung mit dem Systemnutzern. Zudem erleichtern moderne Benutzeroberflächen die Benutzung der Systeme. Nach mehreren Konsolidierungen gibt es nur noch drei globale Systeme: Amadeus, Sabre und Travelport.

### Systemnutzer
Auf der Nutzerseite sind vor allem die Reisemittler zu nennen. Deren Aufgabe ist es, alle Reisedienstleistungen an den Endkunden zu vermitteln. Hierzu werden vor allem die globalen Systeme genutzt. Heute sind auch die Endkunden mit Hilfe von Internet Booking Engines (IBE) zunehmend direkt an die GDS angeschlossen. Der Informationsvorsprung der Reisemittler entfällt daher.
Auch Buchungsportale im Internet für Endkunden nutzen Daten aus GDS.

## Computerreservierungssystem (CRS)
Computerreservierungssysteme (CRS) sind Systeme zur Verwaltung von Reiseleistungen, die nicht zwingend weltweit verfügbar sein müssen.
Viele Anbieter für Einzelleistungen oder Reiseveranstalter, die mehrere Einzelleistungen kombinieren, verwalten ihre eigenen Leistungen inhouse in einem CRS, das beispielsweise auch die dynamische Preisgestaltung übernimmt. Daten aus dem CRS können an das GDS, an weitere CRS von Vermittlern, an eigene Webseiten oder an Webseiten Dritter übergeben werden.
Auch große Vermittler wie beispielsweise Hotelportale nutzen eigene Reservierungssysteme, um Verfügbarkeiten der angeschlossenen Partner zu sammeln und für den Endkunden verfügbar zu machen. Die Beteiligung eines Reisebüros ist dabei nicht erforderlich.
CRS sind oft Eigenentwicklungen eines Anbieters oder kommerzielle Lösungen von spezialisierten IT-Unternehmen. Bekannte Beispiele für CRS sind die Buchungssystem von der Deutschen Bahn, Booking.com, hrs.de oder Egencia. Für Reiseveranstalter gibt es Standardprodukte wie turista.

## Vendor Direct Access Systeme (VDA)
Vendor Direct Access Systeme (VDA) sind Systeme zur Reisebuchung, die vom Anbieter selbst betrieben werden. Die Beteiligung eines Reisebüros ist nicht erforderlich. VDA-Systeme dienen dazu, die Buchungen ohne Beteiligungen Dritter verwalten zu können. So werden Entgelte für die GDS-Nutzung und für Reisebüroprovisionen eingespart. Im technischen Sinn ist der VDA-Zugang lediglich ein benutzerfreundliches Frontend für ein CRS, aus dem die Daten geliefert werden. Bekannte Beispiele sind die Buchungssystem von Lufthansa oder Europcar.

## Hintergrund
In der Reisebranche ist es üblich, dass Reisebüros keine eigenen Produkte verkaufen, sondern lediglich im Namen der Reiseveranstalter oder Leistungsträger vermitteln. Als Handelsvertreter oder Handelsmakler wollen die Reisebüros hierbei auf möglichst viele Leistungsträger (Beherbergungs-, Verpflegungs- und Transportbetriebe) zurückgreifen, um ihren Kunden attraktive Angebote zu machen. Das lässt sich nicht durch Reisebüro-eigene Computersysteme erreichen. Wirtschaftlich unsinnig wäre auch eine direkte Anbindung an die Leistungsträger, denn es müssten dann parallel mehrere Anbindungen in einem Reisebüro geschaltet werden, wenn mehr als ein Leistungsträger im Angebot sein soll. Abgesehen davon wäre ein direkter Zugriff auf die unterschiedlichen Systeme der Leistungsträger mit jeweils spezifischen Eingabemasken mit einem nicht zu bewältigenden Schulungsbedarf für die Reisebüromitarbeiter verbunden.
Aus diesem Grunde werden GDS auf globaler Ebene eingesetzt. Technisch werden diese durch die Anbindung des Rechenzentrums des GDS-Anbieters an viele verschiedene CRS der Leistungsträger realisiert, über die die jeweiligen Anfragen der Reisebüros direkt an die verschiedenen Anbieter weitergeleitet werden. Die Eingaben erfolgen über einheitliche und produktspezifisch angepasste Masken, welche für alle angeschlossenen Leistungsträger gelten, wodurch der Schulungsaufwand für die Reisebüros auf ein Mindestmaß reduziert wird. Die GDS übernehmen zudem die Abrechnung der bei einer Buchung anfallenden Kosten sowie bei Bedarf auch die Auszahlung von Incentives, also Vergütungen der Leistungsträger für die Reisebüros. Die GDS liefern aber auch Auswertungen für die Backoffice-Systeme der Reisebüros und bieten Zusatzprodukte zur Unterstützung der Verkaufsprozesse an.
Mit zunehmender Ausweitung des Internets begann die zum Teil monopolartige Stellung der GDS zu bröckeln. Die GDS versuchen dem mit zusätzlichen Produkten (wie Ertragsmanagement und Geomarketing) und Dienstleistungen zu begegnen.